# Тревор, Клер
Клер Тревор (англ. Claire Trevor, 8 марта 1910 — 8 апреля 2000) — американская актриса, получившая на родине прозвище «Королева фильмов нуар», из-за многочисленных ролей «плохих девушек» в чёрно-белых триллерах.

## Карьера
Клер Уэмлингер родилась в Бруклине 8 марта 1910 года в семье портного и его жены. Её предками были выходцы из Ирландии и Франции. В конце 1920-х годов, после окончания Американской академии драматических искусств, она начала свою театральную карьеру. Первый успех к ней пришёл в 1932 году на Бродвее, а годом позже она дебютировала в кино. В последующие пять лет Клер Тревор снялась в тридцати фильмах, причём в основном в главных ролях. В 1937 году она снялась вместе с Хамфри Богартом в фильме «Тупик», роль в котором была отмечена для неё номинацией на «Оскар».
С конца 1930-х годов актриса часто снималась вместе с Джоном Уэйном в вестернах, среди которых «Дилижанс» (1939), ставший классикой жанра, «Восстание Аллегени» (1939) и «Чёрная команда» (1940). Другими знаменитыми её ролями того времени являются миссис Грейл в «Это убийство, моя милочка» (1944), с Диком Пауэллом в главной роли, и Хелен в «Рождённый убивать» (1947).
В 1949 году Клер Тревор стала обладательницей премии «Оскар» как «лучшая актриса второго плана» в фильме «Ки-Ларго». Все эти многочисленные роли «плохих девушек» в триллерах и вестернах закрепили за ней прозвище «Королева фильмов нуар». Актриса ещё раз стала номинанткой на «Оскар» в 1954 году за свою роль в фильме «Великий и могучий».
В 1957 году Клер Тревор стала обладательницей «Эмми» за исполнение главной роли в телевизионном телесериале «Дедсворт». В дальнейшем она продолжала периодически сниматься в кино, в то же время появлялась на телевидении и в театре. В это время она уже не играла «бандиток», ограничиваясь подходящими для неё ролями женщин средних лет и матерей. Последний раз в кино Тревор появилась в 1982 году в фильме «Поцелуй меня на прощанье». В 1998 году она появилась в качестве гостя на 70-й церемонии вручения премии «Оскар».
За свой вклад в киноиндустрию Клер Тревор удостоена звезды на Голливудской аллее славы в Лос-Анджелесе. Школа искусств при филиале Калифорнийского университета в Ирвайне, которой актриса посвятила много своего времени, была названа после её смерти в её честь.

## Личная жизнь
В 1938 году Клер Тревор вышла замуж за продюсера Кларка Эндрюса, но четырьмя годами позже они развелись. В 1943 году её мужем стал Сайлос Уильям, от которого она родила сына Чарльза. Второй брак тоже не удался и в 1947 году супруги расстались. Год спустя она вновь вышла замуж за продюсера Милтона Брина и переехала жить в Калифорнию в Ньюпорт-Бич. В 1978 году в авиакатастрофе погиб её сын Чарльз, а в следующем году не стало мужа, который умер от опухоли мозга.
Клер Тревор умерла в калифорнийским городе Ньюпорт-Бич 8 апреля 2000 года от дыхательной недостаточности в возрасте 90 лет. Она была кремирована, а её прах развеян в океане.

## Избранная фильмография
| Год       |   | Русское название                | Оригинальное название        | Роль                    |
| --------- | - | ------------------------------- | ---------------------------- | ----------------------- |
| 1934      | ф | Браво, малышка                  | Baby Take a Bow              | Кей Эллисон             |
| 1937      | ф | Тупик                           | Dead End                     | Фрэнси                  |
| 1938      | ф | Удивительный доктор Клиттерхаус | The Amazing Dr. Clitterhouse | Джо Келлер              |
| 1939      | ф | Дилижанс                        | Stagecoach                   | Даллас                  |
| 1939      | ф | Восстание в Аллеганах           | Allegheny Uprising           | Джейни Макдугалл        |
| 1940      | ф | Чёрная команда                  | Dark Command                 | Мэри Макклауд           |
| 1942      | ф | Перекрёсток                     | Crossroads                   | Мишель Аллейн           |
| 1942      | ф | Улица удачи                     | Street of Chance             | Рут Диллон              |
| 1944      | ф | Это убийство, моя милочка       | Murder, My Sweet             | Хелен Грейл             |
| 1945      | ф | Джонни Эйнджел                  | Johnny Angel                 | Лайла «Лили» Густафсон  |
| 1946      | ф | Катастрофа                      | Crack-Up                     | Терри Корделл           |
| 1947      | ф | Рождённый убивать               | Born to Kill                 | Хелен Брент             |
| 1948      | ф | Грязная сделка                  | Raw Deal                     | Пэт Риган               |
| 1948      | ф | Прикосновение бархата           | The Velvet Touch             | Мэриан Уэбстер          |
| 1948      | ф | Ки-Ларго                        | Key Largo                    | Гэй Дон                 |
| 1952      | ф | Бандитская империя              | Hoodlum Empire               | Конни Уильямс           |
| 1954      | ф | Великий и могучий               | The High and the Mighty      | Мэй Холст               |
| 1954—1955 | с | Люкс-видео театр                | Lux Video Theatre            | Мэри Скотт / Эллен Крид |
| 1956      | ф | Гора                            | The Mountain                 | Мари                    |
| 1956      | с | Продюсерская витрина            | Producers’ Showcase          | Френ Додсуорт           |
| 1962      | ф | Две недели в другом городе      | Two Weeks in Another Town    | Клара Крюгер            |
| 1965      | ф | Как пришить свою жёнушку        | How to Murder Your Wife      | Эдна                    |
| 1982      | ф | Поцелуй меня на прощанье        | Kiss Me Goodbye              | Шарлотт                 |

## Награды и номинации
| Награда | Год  | Категория                                         | Название работы      | Результат |
| ------- | ---- | ------------------------------------------------- | -------------------- | --------- |
| Оскар   | 1938 | Лучшая женская роль второго плана                 | Тупик                | Победа    |
| Оскар   | 1949 | Лучшая женская роль второго плана                 | Ки-Ларго             | Номинация |
| Оскар   | 1955 | Лучшая женская роль второго плана                 | Великий и могучий    | Номинация |
| Эмми    | 1955 | Лучшая женская роль в мини-сериале или телефильме | Люкс-видео театр     | Номинация |
| Эмми    | 1957 | Лучшая женская роль в мини-сериале или телефильме | Продюсерская витрина | Победа    |